# La Altura
La Altura es una localidad del municipio de Valle de Villaverde (Cantabria, España). En el año 2008 contaba con una población de 12 habitantes (INE). La localidad se encuentra a 231 metros de altitud sobre el nivel del mar, y a 2,6 kilómetros de la capital municipal, La Matanza.
- Datos: Q5961973
- Multimedia: La Altura / Q5961973